# Tallai Gábor
Tallai Gábor (Wolfen, 1970. június 23. –) író, tanár, a Terror Háza Múzeum programigazgatója. A Fiatal Írók Szövetségének alapító tagja.

## Életpályája
Wolfenben (Német Demokratikus Köztársaság) született 1970-ben. 1980 óta él Magyarországon. Az ELTE Tanárképző Főiskolai Kar (ELTE-TFK) magyar–történelem szakán diplomázott, majd ösztöndíjasként médiaelméletet és televíziós újságírást tanult Münchenben. 1995–től 2001-ig az amerikai Berlitz Kft. oktatója. 1995–1996-ban az Új Magyarország kulturális rovatának helyettes vezetője, 1997-től a Napi Magyarország, majd 2000-től a Magyar Nemzet kulturális rovatvezetője volt. 1999-ben a frankfurti könyvvásáron a magyar iroda vezetésére kapott megbízást. 2001 és 2003 között a Magyar Távirati Iroda (MTI) stratégiai igazgatója. 2003 óta a Terror Háza Múzeum programigazgatója. A Fiatal Írók Szövetségének alapító tagja. 2000-ben Hajnóczy Péter Irodalmi Ösztöndíjat kapott. Tallai Gábor 2018-ban a Magyar Érdemrend Lovagkereszt polgári tagozat kitüntetésben részesült.

## Munkássága
Tallai Gábor munkássága rendkívül sokrétű: diplomája szerint általános iskolai tanár, de dolgozott, pantomimesként, nyelvtanárként, marketingesként és ingatlanfejlesztőként is. 2003 óta a Terror Háza Múzeum programigazgatójaként számos kiállítás megalkotásában vett részt. Ezek között szerepelt pl.: 1956 – A szabadságért és a függetlenségért, Cigány szabadságharcosok 1956-ban, Először szabadon, valamint az Egy akaraton 1956–2016 című,  az ’56-os forradalom és szabadságharc emlékére,  Schmidt Máriával közösen létrehozott virtuális valóság kiállítás. E tárlatokon túl ugyancsak társkurátorként vett részt a Várkert Bazárban jelenleg is látható Új világ született című kiállítások megalkotásában.
Tallai Gábor Futaki Attilával közösen jegyzi a Budapest angyala című képregényt, míg Futaki Attila a rajzolásért, addig Tallai Gábor a koncepcióért, a szövegért volt felelős. A Terror Háza Múzeumban a kötetet Bayer Zsolt mutatta be. A képregénnyel, mint műfajjal és a szuperhős-tematika megidézésével a fiatalabb korosztályokhoz hozza közelebb '56 fiataljainak történetét a Budapest Angyala. Érdemes megemlíteni, hogy a képregényt az a Futaki Attila rajzolta, aki a ma élő talán leg(el)ismertebb, amerikai óriáscégeknek – például a Disneynek – is dolgozó magyar képregényrajzoló külföldön.

## Publikációk
- Mozaik. Válogatás az ELTE Tanárképző Főiskolai Kar hallgatóinak írásaiból; szerk. Vilcsek Béla, Tallai Gábor, Simon László; ELTE TFK, Bp., 1993
- Árnyékőrző; Kortárs, Bp., 1998 (ÚjLátószög)
- Bayer Zsolt: 1956. "...Hogy legyen jel" / 1956. "...Zeichen setzen"; németre ford. Tallai Gábor; Kairosz, Szentendre, 2000
- Ernst Nolte: A fasizmus korszaka; németből ford. Tallai Gábor; Kairosz, Bp., 2003
- Gaby Hauptmann: Impotens férfit keresek tartós kapcsolatra. Regény (Suche impotenten Mann fürs Leben); németből ford. Tallai Gábor; Athenaeum 2000, Bp., 2005
- Emlékpontok – audiovizuális emlékgyűjtés. A TÁMOP-3.2.9/B projekt pedagógusainak szervezett első szakmai konferencia előadásai, 2010. szeptember 25., 2010. október 2.; összeáll. és szerk. Pál Dániel Levente, Tallai Gábor; XX. Század Intézet–Közép- és Kelet-európai Történelem és Társadalom Kutatásáért Közalapítvány, Bp., 2010
- "Mindannyian hasonló cipőben járunk..." : Emlékpontok – audiovizuális emlékgyűjtés. A TÁMOP-3.2.9-08/1/A-2009-0002 projekt záró konferenciájának előadásai, 2011. november 29.; összeáll., szerk. Tallai Gábor; XX. Század Intézet–Közép- és Kelet-európai Történelem és Társadalom Kutatásért Közalapítvány, Bp., 2010
- Mondd el, hogy tudjuk... Segédanyagok "A kompetencia alapú, problémaorientált történelemoktatás elmélete és gyakorlata" és az "Elbeszélt történelem – az oral history módszerének alkalmazása a történelemtanítás gyakorlatában" című pedagógus-továbbképzéshez; összeáll. és szerk. Tallai Gábor, Tarcsa Zoltán, Schmidt Mária; XX. Századi Intézet–Közép- és Kelet-európai Történelem és Társadalom Kutatásért Közalapítvány, Bp., 2010
- Mondd el, hogy tudjuk! Háromezer interjú a múlt századi Magyarországról. Az Emlékpontok program értékelése. Zárótanulmányok; összeáll. és szerk. Kerényi György, Schmidt Mária, Tallai Gábor; XX. Század Intézet–Közép- és Kelet-európai Történelem és Társadalom Kutatásáért Közalapítvány, Bp., 2011 + DVD
- Europas Glück. Ronald Reagan und George Bush – der Visionär und der Praktiker; szerk. Tallai Gábor; XX. Század Intézet, Bp., 2013
- Új világ született. Európai testvérháború, 1914-1918; katalógus szerk. Schmidt Mária, Tallai Gábor; Közép- és Kelet-európai Történelem és Társadalom Kutatásáért Közalapítvány, Bp., 2015 (angolul is)
- Schmidt Mária–Tallai Gábor: A szabadságért és a függetlenségért; Közép- és Kelet-európai Történelem és Társadalom Kutatásáért Közalapítvány, Bp., 2016 (angolul is)

## Díjak
- A Lengyel Köztársaság Lovagkeresztje (2010)
- A Magyar Érdemrend lovagkeresztje (2018)

## Egyéb hivatkozások
- Kritika - Árnyékőrző[halott link]
- A megtért tudat passzivitása Archiválva 2004. január 21-i dátummal a Wayback Machine-ben
- Terror Háza Múzeum
- Emlékpont